# Jekaterina Rjabova
Jekaterina Dmitrijevna Rjabova (Russisch: Екатерина Дмитриевна Рябова, Sjtsjolkovo, 4 augustus 1997) is een Russische zangeres. 

## Biografie
Vanaf kleins af aan deed Rjabova mee aan verschillende muziekcompetities, zoals de Tweede Moderne Delphische Spelen en de zangwedstrijd Roza Vetrov. In 2009 vertegenwoordigde zij Rusland op het Junior Eurovisiesongfestival 2009, in de Oekraïense hoofdstad Kiev, met het nummer Malenki Prints. Ze werd gedeeld tweede van de dertien landen met 116 punten, amper vijf punten verwijderd van de overwinning. 
Ook in 2011 vertegenwoordigde ze haar geboorteland op het Junior Eurovisiesongfestival, ditmaal in de Armeense hoofdstad Jerevan. Ze won Natsionalnij Otbor 2011, de Russische voorronde voor het festival, met het nummer Kak Romeo i Dzjoeljetta (Zoals Romeo en Julia). Op het Junior Eurovisiesongfestival 2011 werd ze uiteindelijk gedeeld derde met 99 punten. Rjabova was de eerste zangeres die tweemaal deelnam aan het Junior Eurovisiesongfestival.
Een jaar later brengen Rjabova en Eric Rapp het duet Chemistry uit, wat ze als interval act tijdens de Russische nationale voorronde voor het Junior Eurovisiesongfestival 2012 vertolken. Sinds 2013 is Rjabova betrokken bij de muzikale televisiecompetitie Super deti. 

## Privéleven
In 2017 trouwde Rjabova met Aleksandr Laver, die zanger is van de Russische boyband Lovi.
2005: Vlad Kroetskich · 
2006: The Tolmachevy Twins · 
2007: Aleksandra Golovtsjenko · 
2008: Michail Poentov · 
2009: Jekaterina Rjabova · 
2010: Sasja Lazin & Liza Drozd · 
2011: Jekaterina Rjabova · 
2012: Lerika · 
2013: Dajana Kirillova · 
2014: Alisa Kozjikina · 
2015: Michail Smirnov · 
2016: Water of Life Project · 
2017: Polina Bogoesevitsj · 
2018: Anna Filiptsjoek · 
2019: Tatiana & Denberel · 
2020: Sofia Feskova · 
2021: Tanja Mezjentseva